# SU-8
SU-8は、一般に使用されるエポキシ樹脂であるEPON SU-8をベースにしたネガティブフォトレジストである。0.1 μm から 2 mm までの厚みでスピンコートあるいは塗布できる、粘性の高い高分子で、標準的なコンタクトリソグラフィーのプロセスにも対応している。高アスペクト比 の構造を形成できることが特徴で、アスペクト比20以上の構造を形成することもできる。SU-8は、波長の365nmの紫外線を最も吸収する。SU-8を紫外線で露光し、さらに95℃程度の高温で加熱(ポストエクスポージャーベーク:PEB)すると、SU-8の鎖状高分子が架橋し、硬質のエポキシ樹脂となる。
SU-8の現像（未架橋部分の溶解）には、主に、PGMEA(2-Methoxy-1-methylethyl acetate; CAS Number: 142300-82-1)が用いられる。SU-8は、通常のフォトレジストに比べて、剥離が非常に難しい（溶解させて剥離するのは困難だが、N-メチルピロリドンで、膨潤させて基板から剥がすことは可能である）。

SU-8は、もともとマイクロエレクトロニクス業界における、半導体デバイス製造のための高分解能のマスクを形成するためのフォトレジストとして開発された。現在では、主に、マイクロ流体デバイス（主にソフトリソグラフィ(Soft Lithography)が用いられるが、ナノインプリント・リソグラフィ(Nanoimprint Lithography)のような他のインプリント技術も使われる）や、MEMSの構成要素の製造に使用されている。また、生体適合性もあるため、Bio-MEMSの分野でも多く用いられている。
SU-8は紫外光領域で高い透過性を示すため、高さ数百μmでほぼ垂直の側壁をもつ構造の形成を可能にする。露光・PEB、そして現像を経たSU-8は、高度に架橋されているため、薬品や放射線に対する高い耐性を示す。また、架橋したSU-8は、真空中において非常に低いアウトガス性を示すが、露光されていない状態では、ガスを放出する傾向がある。